# Пленный король
«Пленный король» (англ. The Captive King) — набросок английского художника Джозефа Райта, сделанный в 1772 или 1773 году. Эскиз считается подготовкой к ныне утерянной картине, изображающей французского крестоносца Ги де Лузиньяна (Guy de Lusignan) в тюрьме.

## Описание
Эскиз был назван «Пленный король» и изображает французского дворянина Ги де Лузиньяна в плену Саладина. Лузиньян сражался с Саладином 4 июля 1187 года и был взят в плен после поражения его армий. Говорят, что реликвии от истинного креста были потеряны во время этой битвы. Лузиньян, который пришёл из французского Пуатье, стал королём Иерусалима посредством женитьбы на Сибилле, дочери Амори I. В конце концов Лузиньян был освобожден Саладином и продолжил править Кипром. Эскиз Джозефа Райта содержит аннотацию его друга Питера Переза Бердетта. Райт брал у Бердетта уроки по перспективе и советовался с ним по поводу выстраивания своих картин.

## История
Эскиз был одним из по меньшей мере трёх, созданных Райтом перед написанием двух одинаковых картин о захваченных крестоносцах. Эскизы были отправлены Питеру Перезу Бурдетту в Ливерпуль для получения его комментария зимой 1772—73 гг., перед тем, как Райт сделал меньшую из картин, которая была выставлена в Обществе художников в 1773 году с версией «Кузницы». Райт надеялся продать версию «Пленного короля» маркграфу Карлу Фридриху в 1774 году. Фридрих в конечном счете нанял Бурдетта, когда он переехал в Германию, чтобы избежать долгов — в том числе денег, причитавшихся Райту. Бо́льшая версия картины размером 40×50 дюймов, позже была во владении зятя Райта. Она была продана в 1810 году. Не существует никаких сообщений о ней после книги Николсона о работах Райта. В 1774 и 1778 Райтом были написаны картины с аналогичным сюжетом — человеком в тюрьме, но поздние картины относятся к выписке из современного романа. Последней из них был «Пленный», выставленный в 1778 году.